# Pierre Arbez
Pour les articles homonymes, voir Arbez.
Pierre Arbez, né le 17 novembre 1913 à Bois-d'Amont et mort le 17 juillet 1975 à Lons-le-Saunier, est un spéléologue français.

## Activités spéléologiques
Pierre Arbez fonda en 1946 le Spéléo-club salinois (Jura).
Son activité spéléologique fut significative entre 1959 et 1969.
Le milieu spéléologique lui doit une prospection systématique du nord du département du Jura et du sud du département du Doubs. Il n'y réalisa pas de découverte spectaculaire mais s'attacha à un inventaire détaillé de ces zones. 
Il publia cet inventaire, avec Claude Mugnier dans les Annales de spéléologie en 1960, 1962, 1964.